# Kryg

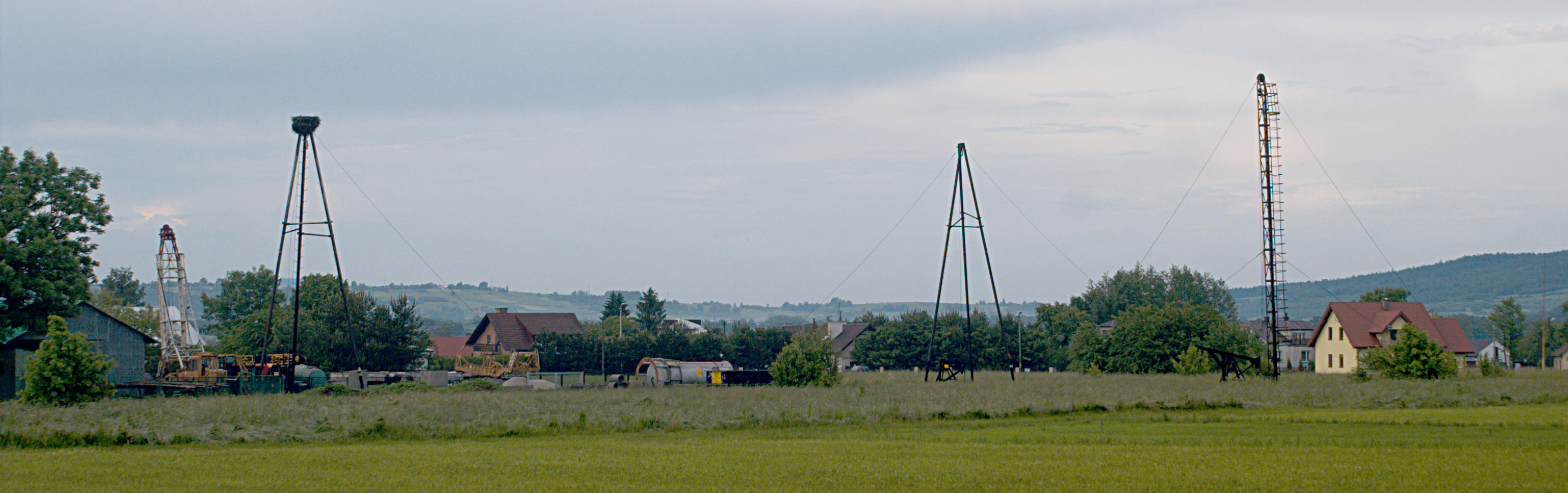
Tiefpumpe in Kryg

Kryg ist eine Ortschaft mit einem Schulzenamt der Gemeinde Lipinki im Powiat Gorlicki der Woiwodschaft Kleinpolen in Polen.

## Geographie
Der Ort liegt am nördlichen Rand der Niederen Beskiden. Die Nachbarorte sind Libusza im Norden, Lipinki im Osten, Rozdziele im Südosten, Męcina Wielka im Süden, Dominikowice im Südwesten, sowie Kobylanka im Nordwesten.

## Geschichte
Der Ort Kryg (Abschrift aus dem Jahr 1583) gehörte im Jahr 1377 der Königin Elisabeth von Polen. 1383 wurde er nach deutschem Recht (wieder)gegründet bzw. vergrößert (syluam, que est inter Maczyna et ipsam villam Kryg, et eciam rubeta, que sunt inter villam Libuscha et memoratam villam Kryg). Danach wurde er als Krig (1398), Kryg (1440), Kryk (1470), Crik (1529), Krig (1581), Kryg (1629), Kryk (1680, 1765) erwähnt. Die Etymologie des Namens ist unklar, entweder vom altpolnischen Apelativ kryg, kryga – ein Gerät in der Armbrust für die Spannung, oder vom deutschen Personennamen Krieg.
Der Ort gehörte zunächst zum Königreich Polen (ab 1569 Adelsrepublik Polen-Litauen), Woiwodschaft Krakau, Kreis Biecz. Bei der Ersten Teilung Polens kam Kryg 1772 zum neuen Königreich Galizien und Lodomerien des habsburgischen Kaiserreichs (ab 1804). Ab dem Jahr 1855 gehörte Kryg zum Bezirk Gorlice.
Im 19. Jahrhundert wurde Erdöl in Kryg gefördert.
1918, nach dem Ende des Ersten Weltkriegs und dem Zusammenbruch der k.u.k. Monarchie, kam Kryg zu Polen. Unterbrochen wurde dies nur durch die Besetzung Polens durch die Wehrmacht im Zweiten Weltkrieg.
Von 1975 bis 1998 gehörte Kryg zur Woiwodschaft Nowy Sącz.